# Communauté de communes du canton de Torigni-sur-Vire
La communauté de communes du canton de Torigni-sur-Vire est une ancienne communauté de communes française, située dans le département de la Manche et la région Basse-Normandie.

## Historique
Le 5 avril 1973, est créé le district de Torigni-sur-Vire-Condé-sur-Vire-Saint-Amand.
Le 30 décembre 1994, adhésion des communes de Brectouville, Giéville, Guilberville, Le Perron, Rouxeville et Vidouville, et changement d'appellation en district de Torigni-sur-Vire.
Le 29 décembre 1995, adhésion des communes de Montrabot, Lamberville, Précorbin et Saint-Jean-des-Baisants.
Le 23 décembre 1996, adhésion des communes de Bréville et Placy-Montaigu.
Le 28 décembre 2001, le district est transformé en communauté de communes du canton de Torigni-sur-Vire.
Le 1er janvier 2014, les communautés de communes de Marigny, de Tessy-sur-Vire, du Canton de Torigni-sur-Vire, de l'Elle, de la Région de Daye et la communauté d'agglomération Saint-Lô Agglomération fusionnent. L'établissement public de coopération intercommunale ainsi formé prend, cette fois officiellement, le nom de Saint-Lô Agglo et intègre la commune de Domjean.

## Composition
Elle était composée des quinze communes du canton de Torigni-sur-Vire :
- Biéville
- Brectouville
- Condé-sur-Vire
- Giéville
- Guilberville
- Lamberville
- Montrabot
- Le Perron
- Placy-Montaigu
- Précorbin
- Rouxeville
- Saint-Amand
- Saint-Jean-des-Baisants
- Torigni-sur-Vire
- Vidouville

## Administration
| Période                                  | Période       | Identité               | Étiquette | Qualité                                     |
| ---------------------------------------- | ------------- | ---------------------- | --------- | ------------------------------------------- |
| janvier 2002                             | décembre 2006 | Guy Lacour             |           | Maire de Giéville                           |
| mars 2007                                | avril 2011    | Jean-Pierre Enguerrand |           | Adjoint au maire de Saint-Jean-des-Baisants |
| avril 2011                               | décembre 2013 | Yves Fauvel            |           | Maire de Guilberville                       |
| Les données manquantes sont à compléter. |               |                        |           |                                             |